# Leila Ouahabi Elouahabi
Leila Ouahabi Elouahabi (Mataró, 22 de març de 1993) és una futbolista catalana, que juga com a lateral esquerre al Manchester City FC.
Formada a les categories inferiors barcelonistes, en la temporada 2013-14 va fitxar pel València CF. Amb els merengots va estar tres anys, destacant a l'equip i arribant a la titularitat de la selecció espanyola. Per a la temporada 2016-17 va tornar al FC Barcelona. Va ser una figura indispensable de l'equip, amb el qual va guanyar tots els títols possibles, inclòs el triplet la temporada 2020-2021.
En la temporada 2021-2022, Ouahabi va perdre la titularitat, coincidint amb la incorporació de Fridolina Rolfö al club blaugrana. L'1 de juny de 2022 va anunciar que deixaria el Barça després de no renovar el seu contracte i, una setmana després, va concretar el fitxatge pel Manchester City. En un total de nou temporades al primer equip, Leila va disputar 199 compromisos oficials i va marcar 7 gols.
La lateral esquerre ha disputat també tres partits amb la Selecció femenina de futbol de Catalunya, el darrer partit jugat el 2016.

## Primers de la vida
Ouahabi va néixer a Mataró en una família d'origen marroquí. Amb el suport de la seva mare i del seu germà, amb qui jugava amb freqüència, va fer les primeres passes en el futbol. Més gran, jugava a futbol sala amb el seu germà i en un moment es va incorporar a un equip de futbol sala d'onze nois més. Des de petita va viure a Vilassar de Mar, i el primer club al qual es va incorporar va ser un equip juvenil femení del club UE Vilassar de Mar.

## Carrera de club

### Barcelona
Ouahabi tenia tretze anys quan es va incorporar als equips juvenils del Barcelona el 2007. Després de cinc anys d'ascens a les files de La Masia, es va convertir en jugadora del primer equip per a la temporada 2011-12. Aquella temporada, el Barcelona va aconseguir el seu primer títol de Lliga. Ouahabi es va veure frustrada per la manca de temps de joc després de jugar un segon any a la Primera Divisió amb el Barcelona.

### València
Es va incorporar al València l'any 2013, on va romandre fins al 2016. Al València va ser titular indiscutible al lateral esquerre, i va començar a ser una de les habituals en les convocatòries de la selecció espanyola.

### Retorn a Barcelona
L'estiu de 2016, Ouahabi va tornar a signar amb el Barcelona. En la primera temporada al club blaugrana després del seu pas pel València, es va proclamar campiona de la Copa de la Reina després de derrotar a la final l'Atlètic de Madrid. Aquell mateix any, l'equip va arribar fins a les semifinals de la Lliga de Campions per primera vegada a la història del club i del futbol espanyol després de superar el Rosengard de Suècia en quarts de final amb un gol al partit d'anada d'Ouahabi.
La temporada següent va estar marcada per una greu lesió del genoll esquerra que només li va permetre jugar 6 partits de lliga. Va reaparèixer als terrenys de joc l'agost del 2018, durant la disputa de la semifinal de la Copa Catalunya, després de gairebé nou mesos de baixa.
Va guanyar tres títols de Lliga, cinc Copes de la Reina, dues Supercopes d'Espanya i dues Lligues de Campions en la seva segona etapa a Barcelona, incloent el triplet continental de Primera Divisió, Copa de la Reina i Lliga de Campions el 2021.

### Manchester City
Ouahabi es va unir al Manchester City el 2022 amb un contracte per dos anys. Va fer el seu debut amb el club en una eliminatòria a la fase prèvia de la Lliga de Campions contra el FC Tomiris Turan el 19 d'agost de 2022.
Al febrer de 2024 va renovar el seu contracte per dues temporades més.

## Carrera internacional
Ouahabi ha jugat a la selecció espanyola sub-19.
Ouahabi va obtenir la seva primera convocatòria per a la selecció espanyola sènior el febrer de 2016 sota la direcció de Jorge Vilda. Va fer el seu debut el 4 de març de 2016, començant un amistós 0-0 amb la Romania a Mogoșoaia.
El febrer de 2017, Ouahabi va ser convocada a la selecció espanyola per a la Copa Algarve 2017, la seva primera convocatòria per a un torneig de selecció sènior. El seu primer gol internacional va resultar ser el gol de la victòria a la final de la Copa Algarve 2017 contra la Canadà.
A la Copa del Món Femenina 2019 Ouahabi va ser titular en un partit de la fase de grups, un empat 0-0 contra la Xina. L'empat va ser suficient per superar la fase de grups per primera vegada a la història d'Espanya, on després s'enfrontarien als Estats Units als vuitens de final. Ouahabi va començar aquell partit de vuitens de final, on Espanya va tenir una bona actuació però va perdre 1– 2 contra els que serien guanyadors del torneig. Va acabar el torneig havent jugat 180 minuts.
Va ser una de Las 15, un grup de jugadores que es van declarar no disponibles per a la selecció internacional el setembre de 2022 a causa de la seva insatisfacció amb l'entrenador en cap, Jorge Vilda, i entre la dotzena que no van participar 11 mesos després quan la selecció va guanyar la Copa del Món.

## Selecció catalana
Ha disputat també tres partits amb la Selecció femenina de futbol de Catalunya, el 2014, 2015, 2016 i 2024.
Ha estat convocada per Xavi Llorens pel retorn de la selecció en cinc anys.

## Palmarès
Clubs
- 1 Lliga de Campions Femenina de la UEFA (2020-21)
- 5 Lligues espanyoles de futbol femenina (2011-12, 2012-13, 2019-20, 2020-21, 2021-22)
- 7 Copes espanyoles de futbol femenina (2011, 2013, 2017, 2018, 2020, 2021, 2022)
- 2 Supercopes d'Espanya de futbol femenina (2019-20, 2021-22)
- 6 Copes Catalunya de futbol femenina (2011, 2012, 2016, 2017, 2018, 2019)

Selecció espanyola
| Títol        | Equip              | Seu      | Any  |
| ------------ | ------------------ | -------- | ---- |
| Copa Algarve | Selecció espanyola | Portugal | 2017 |

## Estadístiques
Actualitzat a l'últim partit jugat el 27 de maig de 2023.
| Club                         | Div.                     | Temporada                | Lliga | Lliga | Copa  | Copa | Altres | Altres | Continental | Continental | Copa Catalunya | Copa Catalunya | Total | Total |
| Club                         | Div.                     | Temporada                | Part. | Gols  | Part. | Gols | Part.  | Gols   | Part.       | Gols        | Part.          | Gols           | Part. | Gols  |
| ---------------------------- | ------------------------ | ------------------------ | ----- | ----- | ----- | ---- | ------ | ------ | ----------- | ----------- | -------------- | -------------- | ----- | ----- |
| FC Barcelona · Catalunya     | 1a                       | 2010-11                  | 2     | 0     | 1     | 0    | -      | -      | -           | -           | 0              | -              | 3     | 0     |
| FC Barcelona · Catalunya     | 1a                       | 2011-12                  | 13    | 1     | 0     | -    | -      | -      | -           | -           | 0              | -              | 14    | 1     |
| FC Barcelona · Catalunya     | 1a                       | 2012-13                  | 6     | 1     | 0     | -    | -      | -      | -           | -           | 1              | 0              | 6     | 1     |
| FC Barcelona · Catalunya     | Total                    | Total                    | 21    | 2     | 1     | 0    | -      | -      | -           | -           | 1              | 0              | 22    | 2     |
| València CF · País Valencià  | 1a                       | 2013-14                  | 29    | 0     | 2     | 0    | -      | -      | -           | -           | -              | -              | 31    | 0     |
| València CF · País Valencià  | 1a                       | 2014-15                  | 26    | 2     | 3     | 0    | -      | -      | -           | -           | -              | -              | 29    | 2     |
| València CF · País Valencià  | 1a                       | 2015-16                  | 30    | 1     | 2     | 0    | -      | -      | -           | -           | -              | -              | 32    | 1     |
| València CF · País Valencià  | Total                    | Total                    | 85    | 3     | 7     | 0    | -      | -      | -           | -           | -              | -              | 92    | 3     |
| FC Barcelona · Catalunya     | 1a                       | 2016-17                  | 21    | 0     | 3     | 0    | -      | -      | 7           | 1           | 2              | 1              | 33    | 2     |
| FC Barcelona · Catalunya     | 1a                       | 2017-18                  | 6     | 0     | -     | -    | -      | -      | 3           | 0           | 2              | 0              | 9     | 0     |
| FC Barcelona · Catalunya     | 1a                       | 2018-19                  | 21    | 0     | 3     | 0    | -      | -      | 6           | 0           | 2              | 0              | 31    | 0     |
| FC Barcelona · Catalunya     | 1a                       | 2019-20                  | 14    | 0     | 3     | 0    | 2      | 0      | 5           | 0           | 2              | 0              | 26    | 0     |
| FC Barcelona · Catalunya     | 1a                       | 2020-21                  | 22    | 1     | 3     | 0    | 1      | 0      | 8           | 0           | -              | -              | 34    | 2     |
| FC Barcelona · Catalunya     | 1a                       | 2021-22                  | 25    | 1     | 4     | 0    | 2      | 0      | 9           | 1           | -              | -              | 40    | 2     |
| FC Barcelona · Catalunya     | Total                    | Total                    | 106   | 2     | 16    | 0    | 5      | 0      | 39          | 2           | 8              | 1              | 167   | 4     |
| Manchester City · Anglaterra | WSL                      | 2022-23                  | 16    | 0     | 2     | 0    | 4      | 0      | 2           | 0           | -              | -              | 24    | 0     |
| Manchester City · Anglaterra | WSL                      | 2023-24                  | 13    | 0     | 3     | 0    | 3      | 0      | -           | -           | -              | -              | 18    | 0     |
| Total en la seva carrera     | Total en la seva carrera | Total en la seva carrera | 231   | 7     | 26    | 0    | 9      | 0      | 41          | 2           | 9              | 1              | 313   | 10    |

1. ↑  Inclou Supercopa d'Espanya i Copa de la Lliga anglesa
2. ↑  No inclou la temporada 2023-24 en curs